# Heterochaeta kumari
Heterochaeta kumari är en bönsyrseart som beskrevs av Roger Roy 1975. Heterochaeta kumari ingår i släktet Heterochaeta och familjen Mantidae. Inga underarter finns listade i Catalogue of Life.